# Pinnatella robusta
Pinnatella robusta är en bladmossart som beskrevs av Noguchi 1935. Pinnatella robusta ingår i släktet Pinnatella och familjen Neckeraceae. Inga underarter finns listade i Catalogue of Life.